# Zavchan gol
Zavchan gol (mongolsky Завхан гол) je řeka v západním Mongolsku (ajmagy Zavchanský, Gobialtajský, Chovdský, Uvský). Je 808 km dlouhá. Povodí má rozlohu 150 000 km².

## Průběh toku
Pramení na jižních svazích Changajských hor. Na středním toku protéká širokou mezihorskou propadlinou a na dolním toku pak Kotlinou velkých jezer. Tady přijímá zleva průtok z jezera Char núr, který je pokračováním řeky Chovd gol a odvodňuje také jezero Char Us núr. Ústí několika rameny do jezera Ajrag núr, které je spojené krátkým (2 km) průtokem s jezerem Chjargas núr. Největším městem na řece je Buga (Zavchanský ajmag).

## Vodní stav
Vodnost řeky se mírně zvyšuje na jaře v souvislosti s táním sněhu. Vzácně dochází i k letnímu vzestupu hladiny v důsledku dešťů. Průměrný roční průtok při odtoku z hor činí 60 m³/s.

## Využití
Využívá se na zavlažování.